# Henry Tibbats Stainton
Henry Tibbats Stainton (13 augustus 1822 - 2 december 1892) was een Engels entomoloog.
Stainton werd opgeleid aan het King's College in Londen. Hij was de auteur van Manual of British Butterflies and Moths (1857-1859) en met de Duitse entomoloog Philipp Christoph Zeller, de Zwitser Heinrich Frey en de Engelsman John William Douglas schreef hij The Natural History of the Tineina (1855–1873).
Stainton was zeer rijk en zijn huis in Lewisham, "Mountsfield", was een van Londens meer substantiële woningen, gelegen in een eigen park. Andere entomologen verbleven vaak op "Mountsfield" tijdens een bezoek aan Londen, met name Alexander Henry Haliday en Deiterich Carl August Dohrn. De zoöloog Nicholas Aylward Vigors was een goede vriend. Hij probeerde de belangstelling voor entomologie aan te moedigen bij het grote publiek door 'open avonden' te organiseren op "Mountsfield", waar iedereen, ouder dan 14 jaar, welkom was om bijvoorbeeld een gevonden insect gedetermineerd te krijgen, zijn collectie te bekijken of meer te leren over entomologie van Stainton zelf, of van andere aanwezige gasten.          
- Gemeinsame Normdatei: 117652393
- International Standard Name Identifier: 0000 0000 8206 9693
- Library of Congress Control Number: nb2006015019
- Nederlandse Thesaurus van Auteursnamen: 154138258
- Istituto Centrale per il Catalogo Unico: UFIV079697
- SNAC: w63f98rt
- Système universitaire de documentation: 136803091
- Museum of New Zealand Te Papa Tongarewa: 67064
- Virtual International Authority File: 25385478
- WorldCat: E39PBJwmQMCGRRHCGtwydckCcP